# 方榮發
方榮發（Png Eng Huat；1961年12月9日—）是一名新加坡華裔泉漳人政治人物、商人。反對黨工人黨籍。自2012年5月26日起成為新加坡國會議員，代表后港單選區。

## 外部連結
- Png Eng Huat at parliament.gov.sg